# Natürlichkeitstheorie
Die Natürlichkeitstheorie (NT) vertritt die Hypothese, dass Prozesse und Zustände von Sprachen mehr oder weniger natürlich sind; damit verknüpft ist die Annahme, dass sowohl das Erlernen der Muttersprache als auch Sprachwandelprozesse durch eine Tendenz geprägt sind, in der sich eher natürliche Verhältnisse durchsetzen.
Am Anfang der Natürlichkeitstheorie steht die von David Stampe entwickelte natürliche Phonologie (1969). In der Nachfolge haben sich weitere Subdisziplinen entwickelt, darunter im deutschsprachigen Raum vor allem die natürliche Morphologie, deren Prinzipien anfänglich von Willi Mayerthaler als Theorie der Morphologie entworfen wurden.

## Ein Beispiel
Zu den Grundannahmen der morphologischen Natürlichkeit gehört die Vorstellung, dass Wortformen die Bedeutung der Wörter zumindest teilweise versinnbildlichen. Am Beispiel des Plurals der Substantive im Deutschen: Da der Plural semantisch mehr beinhaltet als der Singular, gilt es als natürlich, dass die Pluralformen der Substantive in der Regel durch zusätzliche morphologische Merkmale angezeigt wird, die dem Singular fehlen. Meist ist dies eine Pluralendung. In diesem Sinne gilt der Plural des Wortes „Kind“, der „Kind-er“ lautet, als natürlich, der des Wortes „Mädchen“, der sich vom Singular nicht unterscheidet, aber nicht. Phänomene, die in diesem Sinne natürlich sind, sind zugleich nicht markiert; weniger natürliche Phänomene dagegen gelten als markiert.

## Aspekte der Natürlichkeitstheorie
Die NT teilt jedem sprachlichen Zeichen eine „Natürlichkeit“ zu, die eng mit der Markiertheit zusammenhängt. Mittels dieses Instrumentariums werden z. B. diverse Aspekte von Grammatikalisierung und Reanalyse erklärt.
Die Natürlichkeitstheorie (NT) ist eine (evaluative) Metatheorie und umfasst die natürliche Phonologie (NP), die natürliche Morphologie (NM), ferner die natürliche Morphonologie, die ihre Prinzipien aus der Interaktion von NP und NM bezieht, also einen abgeleiteten Status aufweist, die natürliche Syntax (NTS) sowie die natürliche Morphosyntax (NTMS), die sich aus dem Zusammenspiel von NTS und NM speist, also analog der Morphonologie abgeleitet wird. (Fragmente einer natürlichen Semantik (NSE) sowie einer natürlichen Texttheorie (NTEX) liegen gleichfalls vor).
Die NT arbeitet mit einem offenen, inhärent dynamischen Systembegriff (also ohne die Dichotomie Synchronie vs. Diachronie), sie ist deutlich komparativ-polylektal (also gegen Minilekte und an Varianten wie Typologie interessiert) und unterscheidet wenigstens zwischen drei Analyseebenen: der Universalgrammatik (UG), der des Sprachtyps (TYP) und der der L-spezifischen Systemangemessenheit. Funktionale Erklärungen betrachtet sie als legitim. Sie unterscheidet zwischen grammatikintern und grammatikextern verursachtem Wandel. Die NT meint, dass jede Kategorie, jeder Prozess, jede Technik und jede Dimension (im Sinne von UNITYP) natürlichkeitstheoretisch zu evaluieren ist. In letzter Instanz ist die NT eine (In)Stabilitätstheorie natürlicher Sprachen. Sie ist engstens verwandt mit dem, was in Anschluss an Bailey developmental linguistics heißt; ihr nächster Verwandter nennt sich UNITYP. Auf dem Gebiet der NTS ergeben sich Nähen zur generativen Syntax.

## Axiome und Hypothesen
Die Grammatik ist ein offenes, komplexes System. Dies schließt eo ipso eine Dichotomie der Sorte Synchronie vs. Diachronie aus. Stattdessen wird mit einem inhärent dynamischen Systembegriff gearbeitet. Technischer Ausdruck hiervon ist die Natürlichkeitstheorie. In diesem Sinne ist die Natürlichkeitstheorie eine Stabilitätstheorie sprachlicher Strukturen und Operationen.

## Prinzipien der Natürlichkeitstheorie
1. „natürlicher Wandel / lokaler Markiertheitsabbau bzw. Entwicklungsmuster“. „Markiertes wird (lokal) zu weniger Markiertem“. Die Inverse heißt unnatürlicher Wandel.
2. „typologisches Muster“. Die Existenz von Markiertem impliziert die Existenz von weniger Markiertem.
3. Natürlichkeitskonflikte: Innerhalb komplexer Systeme ist es allgemein nicht möglich, mehrere vernetzte Parameter simultan zu optimieren. Also können auch nicht alle offenen Parameter der UG maximal unmarkiert fixiert werden.
4. Allgemeine Form von Natürlichkeitsrelationen: >nat <A,B> „A ist natürlicher als bzw. gleich natürlich wie B (relativ zu einer vorausgesetzten Natürlichkeitsskala)“. Der Markiertheitsbegriff ist hierbei ein UG-bezogener Unterfall des weiteren Natürlichkeitsbegriffes.
5. Zur Logik von NAT-Relationen: „>nat“ ist eine antisymmetrische Relation, die zu einer teiltransitiven Ordnung führt. Die Inverse „<nat“ wird präsupponiert.
6. Universalgrammatik: Die Universalgrammatik (UG) wie der (Sprach)Typ sind notwendige Stufen des sprachlichen Schichtenbaus bzw. Durchgangsstadien auf dem Weg zur einzelsprachlichen Grammatik G(L). Im Sinne der Natürlichkeitstheorie ist die UG keine Grammatik, sondern eine genetische Propensität für den Erwerb einer einzelsprachlichen Grammatik.